# Montañas de Ifara y Los Riscos
Montañas de Ifara y Los Riscos este o arie protejată (arie specială de conservare — SAC, sit de importanță comunitară — SCI) din Spania întinsă pe o suprafață de 284,9 ha, integral pe uscat.

## Localizare
Centrul sitului Montañas de Ifara y Los Riscos este situat la coordonatele 28°05′07″N 16°31′55″W / 28.0853°N 16.5319°V.

## Înființare
Situl Montañas de Ifara y Los Riscos a fost declarat sit de importanță comunitară în octombrie 1999 pentru a proteja un număr necunoscut de specii din flora spontană și fauna sălbatică aflate în arealul zonei. Situl a fost protejat și ca arie specială de conservare în ianuarie 2010.

## Biodiversitate
Situată în ecoregiunea , aria protejată conține 1 habitat natural: Tufărișuri termo-mediteraneene și de pre-deșert.
La baza desemnării sitului se află un număr nedeclarat de specii protejate.